# 馬辛迪區
馬辛迪區是非洲中部國家烏干達的一個區，由西部區負責管轄，首府是馬辛迪，距離首都坎帕拉約214公里，主要的經濟產業有農業和捕魚業，2010年人口估計為285,200。